# Pablo Llorca
Pablo Llorca (Madrid, 1963) es un director de cine, escritor, guionista, productor y comisario de exposiciones español. Tras estudiar en el colegio Estilo y en el instituto Santamarca, ambos en Madrid, se licenció en Historia del Arte. Se dedica a escribir sobre artes plásticas, cine y fotografía. Empieza su carrera como cineasta en la década de los ochenta con la creación de la productora La Bañera Roja, para la que realiza varios cortos y numerosos largometrajes. Desde mediados de la década de 2000 lleva recopilando narraciones orales de personas que cuentan historias, sobre todo relacionadas con procesos migratorios, colocadas en su página www.lacicatriz.net. Sus películas se encuentran en la categoría de cine de autor. Profesor de Teoría de la Fotografía y de Teoría del Cine en la facultad de Bellas Artes de la universidad de Salamanca (USAL). Como escritor de temas de arte comenzó en las revistas Sur-Express y Arena Internacional del Arte, y fue crítico del periódico Diario 16 durante muchos años. Ha colaborado en el diario El País, así como en numerosos medios impresos nacionales y extranjeros. Entre 1996 y 2016 fue el corresponsal español de la revista neoyorquina Artforum International. Entre sus exposiciones comisariadas, "Arte Termita contra Elefante Blanco. Comportamientos actuales del dibujo" (Fundación ICO, Madrid), "El mundo descrito" (Fundación ICO, Madrid), "Alfred Hitchcock, más allá del suspense" (Fundación Telefónica, Madrid), "Mensurable" (CDAN, Huesca), "Nieva negro, artistas y cineastas canadienses contemporáneos" (Fundación Canal, Madrid), "Mitsuo Miura" (Centro de Arte de Alcobendas), "Icónica" (Museo Patio Herreriano, Valladolid), etc. Fue comisario invitado en PhotoEspaña 2004 y organizó los programas de "Cine y casi cine", del MNCARS, entre 2004 y 2006. Su padrino fue José María Gil-Robles, fundador de la CEDA, y su abuelo fue Cándido Casanueva, ministro de justicia durante el gobierno Lerroux en la II República. Su padre, Vicente Llorca Zaragoza, fue el director fundador de la biblioteca de la Universidad Autónoma de Madrid, y también primer director de la biblioteca del Senado. Es hermano del compositor Ricardo Llorca.

## Filmografía
Director y guionista de sus propias películas; además de productor.

### Largometrajes
| Año  | Título                                                                          | Función                         |
| ---- | ------------------------------------------------------------------------------- | ------------------------------- |
| 1989 | Venecias                                                                        | Director, guionista y productor |
| 1993 | Jardines colgantes                                                              | Director, guionista y productor |
| 1998 | Todas hieren                                                                    | Director, guionista y productor |
| 2001 | La espalda de Dios                                                              | Director, guionista y productor |
| 2005 | La cicatriz                                                                     | Director, guionista, productor  |
| 2007 | Uno de los dos no puede estar equivocado                                        | Director, guionista y productor |
| 2008 | 6 grados: Smara a finales de febrero                                            | Director, guionista y productor |
| 2010 | El mundo que fue y el que es                                                    | Director, guionista y productor |
| 2012 | Recoletos arriba y abajo                                                        | Director, guionista y productor |
| 2013 | Un ramo de cactus                                                               | Director, guionista y productor |
| 2014 | El gran salto adelante                                                          | Director, guionista y productor |
| 2014 | País de TODO A 100                                                              | Director, guionista y productor |
| 2016 | Días color naranja                                                              | Director, guionista y productor |
| 2017 | Ternura y la tercera persona                                                    | Director, guionista y productor |
| 2018 | El viaje a Kioto                                                                | Director, guionista y productor |
| 2019 | La fiesta no es para feos                                                       | Director, guionista y productor |
| 2021 | El club del pino solitario. Colegio Estilo: los años de bachillerato, 1959-1976 | Director, guionista y productor |
| 2021 | Los subterráneos                                                                | Director, guionista y productor |
| 2022 | UNA DE PERCEBES en el Hurtado                                                   | Director, guionista y productor |
| 2022 | 6 grados: Luis Miguel Cintra. 10.06 - 07.14                                     | Director, guionista y productor |
| 2023 | GPV: Sobre el agua y el Mediterráneo                                            | Director, guionista y productor |
| 2023 | Dobla la esquina, el volcán                                                     | Director, guionista y productor |
| 2023 | Película del hierro y la nieve                                                  | Director, guionista y productor |

### Cortometrajes
| Año  | Título                     |
| ---- | -------------------------- |
| 1984 | El club del Músculo        |
| 1985 | La hora del lobo           |
| 1986 | Panfleto contra las madres |
| 1987 | Amor de médicos            |
| 1990 | La cocina en casa          |
| 1994 | Una historia europea       |
| 2003 | Pizcas de paraíso 1-2-3    |
| 2004 | Las olas                   |
| 2008 | Aníbal y el mundo          |
| 2012 | Lo viejo y lo nuevo        |
| 2021 | Lonely planet              |